# Medemblik
Medemblik és un municipi de la província d'Holanda del Nord, al centre-oest dels Països Baixos. L'1 de gener de 2009 tenia 27.213 habitants repartits per una superfície de 179,00 km² (dels quals 101,61 km² corresponen a aigua). Limita al nord amb Wieringermeer, a l'oest amb Opmeer, a l'est amb Wervershoof i al sud amb Koggenland i Hoorn.

## Centres de població
Ciutats:
- Abbekerk
- Medemblik

Viles:
- Abbekerk
- Benningbroek
- Hauwert
- Lambertschaag
- Midwoud (ajuntament)
- Nibbixwoud
- Oostwoud
- Opperdoes
- Sijbekarspel
- Twisk
- Wadway (parcialment)
- Wijzend
- Wognum
- Zwaagdijk (Zwaagdijk-West)

Llogarets:
- 't Westeinde
- Bennemeer
- Broerdijk
- De Buurt
- Het Hoogeland
- Koppershorn
- Lekermeer
- Veldhuis
- Zomerdijk